# Octomarginula natlandi
Octomarginula natlandi is een slakkensoort uit de familie van de Fissurellidae. De wetenschappelijke naam van de soort is voor het eerst geldig gepubliceerd in 1950 door Durham.